# Alessandro Martins
Alessandro Martins de Oliveira, mais conhecido apenas Alessandro Martins (Maranhão, 1968) é um empresário brasileiro com base no Maranhão.
É mais conhecido em São Luís e região metropolitana por ser uns dos empresários bem-sucedidos por vender carros novos e semi-novos da marca Chevrolet e depois Volkswagen.
É considerado uns dos homens mais ricos do Norte-Nordeste, com fortuna estimada em R$ 40 milhões de reais.

## Biografia
Alessandro Martins ficou conhecido no cenário maranhense por vender carros novos e semi-novos da marca Chevrolet através da concessionária Dalcar durante os anos 90, sendo até presidente da concessionária. [carece de fontes?]
Em 2001, deixou a presidência da Dalcar para assumir a recém comprada AUVEPAR, que muda de nome para EUROMAR. Entre 2005 e 2007, patrocinou o EUROMAR Flash Hits, programa de rádio transmitido pela São Luís FM entre 18h-19h.

## Acusações em 2009
Em fevereiro de 2009, a Polícia Federal do Maranhão anunciou que Alessandro Martins e todos os integrantes da EUROMAR e alguns funcionários do Detran-MA estão sendo investigados por conta de fraudes na venda de automóveis, vendendo carros com preço abaixo do mercado nacional, em detrimento das concessionárias de carros concorrentes em São Luís.
Martins é acusado de adquirir veículos por meio da Euromar em nome de locadoras, sem a anuência das mesmas, para não pagar os impostos necessários, vendendo os automóveis, dessa forma, a preços bem mais baratos do que os concorrentes. A fraude contaria com a participação de funcionários do Departamento Estadual de Trânsito do Maranhão (Detran-MA), que atuam no esquema fraudulento na hora da realização do emplacamento dos carros.
Martins e os integrantes negaram as acusações.

### CPI da EUROMAR
Apesar disso, deputados da Assembleia Legislativa do Maranhão, protocolaram assinaturas para criarem a Comissão Parlamentar de Inquérito (CPI) para apurar o caso. Em 27 de março, a CPI foi instalada com o nome da CPI da EUROMAR.
Em junho, foi divulgado o relatório final da Comissão, que indiciou Alessandro Martins e outras doze pessoas:
Alessandro foi indiciado por formação de quadrilha ou bando, sonegação fiscal, crime contra a ordem econômica, crime contra as relações de consumo, desobediência (recusou-se a prestar depoimento à CPI duas vezes e teve de ser conduzido coercitivamente), e falsificação de documento público.
Também foram indiciados:
- Ronaldo Costa Campos (o “Capitão Ronaldo”, funcionário do Detran-MA, que, depois de exonerado pelo órgão, foi contratado pela própria Euromar; indiciado por formação de quadrilha ou bando, inserção de dados falsos em sistema de informações e corrupção ativa);
- Anderson Tadeu de Paula (representante da Volkswagem; por formação de quadrilha ou bando e crime contra a ordem econômica);
- Luiz Fernando Ferreira Campos (dono da emplacadora, localizada nas dependências do próprio Detran; cunhado do “Capitão Ronaldo”; por formação de quadrilha ou bando e falsidade ideológica);
- Maria das Graças Gonzaga Costa (servidora do Detran; por inserção de dados falsos em sistema de informações);
- José Carlos da Silva Nunes (servidor do Detran; por inserção de dados falsos em sistema de informações);
- Juracilene Carvalho Saraiva (servidora do Detran; por inserção de dados falsos em sistema de informações);
- Nilton Cesar Pontes Castro (servidor do Detran; por inserção de dados falsos em sistema de informações);
- Valéria Barros Rodrigues da Motta (servidora terceirizada do Detran; por inserção de dados falsos em sistema de informações);
- Débora Mendes Sampaio (gerente de Vendas da Euromar; por desobediência – recusou-se a comparecer à CPI para prestar depoimento, e mesmo as conduções coercitivas foram infrutíferas);
- Roberto Georges Hachem (da Locadora São Luís; por formação de quadrilha ou bando, crime contra a ordem econômica).

### Prisão perventiva
Em 30 de junho de 2010, a juíza Oriana Gomes, da 10ª Vara Criminal, aceitou pedido feito no mesmo dia pelos promotores de Justiça, José Augusto Cutrim Gomes (Ordem Tributária) e Lítia Cavalcanti (Defesa do Consumidor), e expediu um mandado de prisão preventiva contra o empresário-presidente da Euromar (concessionária de veículos da Volkswagem, sediada em São Luís).
Em 1º de julho, policiais chefiados pelo delegado Lucas Ribeiro Filho, da Delegacia da Fazenda (Defaz), e a própria promotora de Defesa do Consumidor, Lítia Cavalcanti, fizeram buscas nas duas lojas da Euromar na capital maranhense e em duas residências de Alessandro, localizadas na Ponta do Farol (edifício Palazzo) e na Ponta d’Areia (edifício Two Towers), mas até o início da noite não haviam encontrado o empresário.
Por conta do desaparecimento do empresário, o Governo do Brasil solicitou a inclusão do nome na Interpol.

### Pedidos das prisões
Em 6 de julho de 2010, a partir uma Ação Penal proposta pelos promotores de Justiça Lítia Teresa Costa Cavalcanti, titular da 15ª Promotoria Especializada na Defesa do Consumidor, e José Augusto Cutrim Gomes, da 17ª Promotoria Especializada na Defesa da Ordem Tributária e Econômica, a Polícia Civil deu início a uma operação que prendeu seis pessoas envolvidas no esquema de vendas irregulares mantidos pela Euromar, concessionária Volkswagen em São Luís. O caso teve destaque nacional pelo Jornal Hoje, da Rede Globo.
A operação foi desencadeada por volta das 2h, coordenada pela Superintendência de Polícia Civil da Capital (SPCC) e pela Superintendência Estadual de Investigação Criminal (Seic), por meio dos delegados Sebastião Uchôa e Marcos Affonso Júnior. Estiveram envolvidos dez delegados, 30 investigadores e 20 policiais do Grupo Tático Aéreo (GTA), que agiram nos bairros da Ponta d’Areia, Vinhais, São Francisco, Renascença e Turu. De acordo com a promotora Lítia Cavalcanti, o pedido das prisões preventivas foi motivado pelo abalo à ordem pública, à credibilidade da Justiça e pela lesão ao consumidor provocada pelo golpe aplicado pela quadrilha:
“Foi um sofrimento muito grande sentido pelas vítimas da fraude. Além de tudo isso, tem ainda o tom debochado como Alessandro Martins tratava a sociedade maranhense e as próprias autoridades, principalmente ao declarar que tem amizades com desembargadores, o que lhe livraria da cadeia”, desabafou a promotora.
O golpe foi montado entre início de outubro de 2008 até final de janeiro de 2009, no auge da crise financeira internacional, quando carros da EUROMAR começaram a encalhar por consumidores que não conseguiram pagar as prestações.
Cinco acusados foram presos. Até quatro carros importados do Alessandro foram apreendidos.

### Prisão
Na madrugada do dia 7 de julho de 2010, Alexandro Martins foi preso na cidade do Rio de Janeiro, mais de 2 mil quilômetros de São Luís em 7 de julho, após gastar mais de $ 1 milhão de dólares, de compra de imóveis, carros, até planejado até fugir do país.
O empresário permanece preso, passando as férias de julho na prisão, esperando a transferência para São Luís.

## Rompimento da Volkswagen
Em maio de 2010, A Volkswagen obrigou a EUROMAR transferir sua representação para novos concessionários. E a Volkswagen passa a ser representada por dois grupos de tradição no mercado automotivo do Norte e do Nordeste: Um dos novos concessionários é o empresário Salomão Acolumbre, de Macapá (AP), que assumirá o controle também da revenda em Bacabal, e o segundo é Pedro Schwambach, de Recife (PE), que já revende em São Luís as marcas Toyota (Tama), Peugeot (Rivoli), Mercedes Benz (Mardisa) e Hyundai (Pateo), e ficará também com a revenda VW de Santa Inês.
A Volkswagen anunciou o rompimento do contrato com a EUROMAR em 14 de julho, em razão das denúncias contra a concessionária maranhense.